# ’Ndrangheta – Das blutige Business einer Mafia
’Ndrangheta – Das blutige Business einer Mafia (Originaltitel: Ndrangheta, une mafia d'affaires et de sang) ist ein französischer Dokumentarfilm von Corradino Durruti aus dem Jahr 2008 über den Mafioso Teodoro „Toto“ Crea von der kalabrischen ’Ndrangheta.

## Inhalt
Der Regisseur Corradino Durruti begleitet in einem Zeitraum von sechs Jahren die italienischen Strafverfolgungsbehörden, die es sich zur Aufgabe machen, die kriminellen Aktivitäten des Mafiosos Teodoro „Toto“ Crea aufzudecken, der mit seinem Crea-Clan aus Rizziconi als Teil der kalabrischen ’Ndrangheta in der Metropolitanstadt Reggio Calabria sein kriminelles Imperium errichtet hat.

## Hintergrund
Der von ARTE France produzierte Dokumentarfilm wurde sowohl in Frankreich als auch in Deutschland in deutscher Fassung am 27. Mai 2008 auf Arte veröffentlicht.